# Volterrano

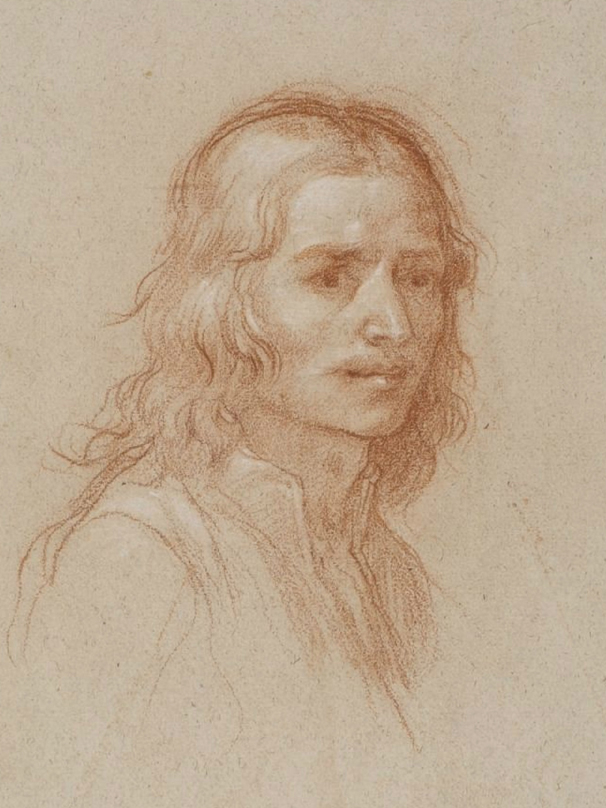
Autoritratto

Baldassarre Franceschini detto il Volterrano (Volterra, 1611 – Firenze, 7 gennaio 1690) è stato un pittore italiano.

## Biografia
La principale fonte per la ricostruzione della biografia del Volterrano è la vita scritta da Filippo Baldinucci, suo amico diretto. È ritenuta attendibile, nonostante lo scrittore stesso lamenti in apertura di non aver ricevuto dall'artista, a causa della sua modestia, tutte le notizie di cui avrebbe avuto bisogno per stilare un resoconto più dettagliato. A questa fonte si aggiungono i documenti d'archivio legati per lo più a pagamenti, disponibili solo per alcuni lavori.

### Origini
Nacque a Volterra nel 1611 (data fornita dal Baldinucci), figlio dello scultore locale Gaspare Franceschini, fu avviato alla pratica artistica dal padre, per diventare poi apprendista, sempre a Volterra, del fiorentino Cosimo Daddi.
Si fece notare da Ludovico Guarnacci, uno dei suoi primi committenti, e da Curzio Inghirami, fratello del più potente Giulio, segretario di Cristina di Lorena. Proprio Giulio lo introdusse nell'ambiente fiorentino e fece sì che nel 1628 entrasse a bottega da Matteo Rosselli, uno degli artisti più quotati allora attivi in città. Per via della pestilenza, il Franceschini tornò a Volterra un anno dopo, dove dipinse una serie di affreschi che sono tra le sue prime opere note: una Purificazione in Sant'Agostino, un'Assunta già nella congregazione dei Cappellani della cattedrale e ora nell'oratorio di Sant'Antonio Abate (1631) e il Sogno di Elia nell'abbazia di San Giusto (1632, perduti invece gli affreschi nella volta e nel coro). Si tratta di lavori dove si legge l'influenza del Rosselli, anche se una certa rigidità compositiva risente ancora del provincialismo dei suoi primi passi.

### Primi successi a Firenze

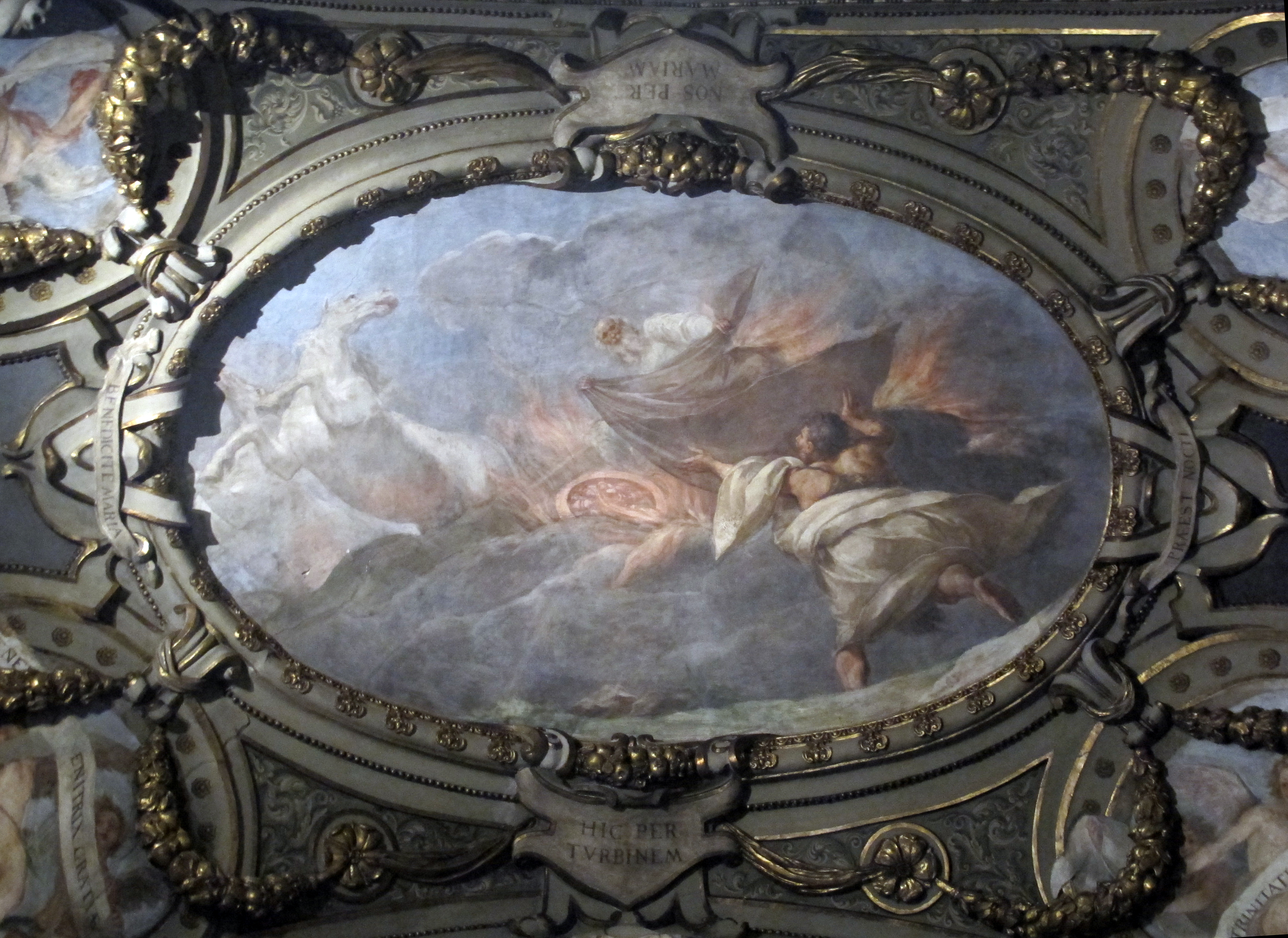
Elia su carro di fuoco, cappella Orlandini, Santa Maria Maggiore, Firenze

Tornato a Firenze, fu cinque mesi nella bottega di Giovanni da San Giovanni, mettendo mano sia all'affresco d'altare nella chiesa di San Felice in Piazza, sia alla decorazione della sala dell'Udienza negli appartamenti estivi di palazzo Pitti (oggi detta Sala di Giovanni da San Giovanni nel Museo degli argenti), dove gli viene attribuito un pennacchio con un monocromo di piume in un vaso (1635). Dopo la morte del suo maestro (1636), che era il principale artista della corte medicea, sempre per l'interessamento del conterraneo Giulio Inghirami, il Franceschini viene presentato ufficialmente a corte, facendo esporre una sua opera (un perduto affresco portatile detto "paniera", di cui restano un paio di disegni preparatori) a palazzo Pitti.
Gli effetti di tale iniziativa non si fecero attendere, tanto che già un anno dopo don Lorenzo de' Medici gli affidò l'importante compito di affrescare nella villa La Petraia un ciclo di affreschi nei loggiati del cortile, sul tema dei Fasti medicei, elaborato da alcuni letterati tra cui Ludovico Incontri. A questa importante impresa il Volterrano lavorò per quasi dieci anni, dalla fine del 1636 al 1647, con una lunga pausa tra il 1639 e il 1641 per visitare, a spese di Don Lorenzo, l'Italia del Nord e conoscere le più avanzate conquiste pittoriche di quelle zone. Fu quindi a Bologna, a Ferrara, a Venezia, a Parma e ancora a Mantova, Modena e Novellara (dove lavorò per Alfonso Gonzaga), e probabilmente anche a Roma.
Al suo ritorno lo stile degli affreschi, interrotti a metà, segnò una decisa evoluzione: dallo stile ancora basato sul preciso disegno, mutuato dal Rosselli e da Giovanni da San Giovanni, passò a forme più fluide e colori più solari, derivati dalle influenze di Paolo Veronese, di Pietro da Cortona e, soprattutto, Correggio. Il 14 novembre 1646 è registrato l'ultimo pagamento per il ciclo della Petraia, per un compenso totale di 1.304 ducati, superiore alla media dell'epoca, a testimonianza della sua raggiunta maturità artistica, assai apprezzata dalla committenza.

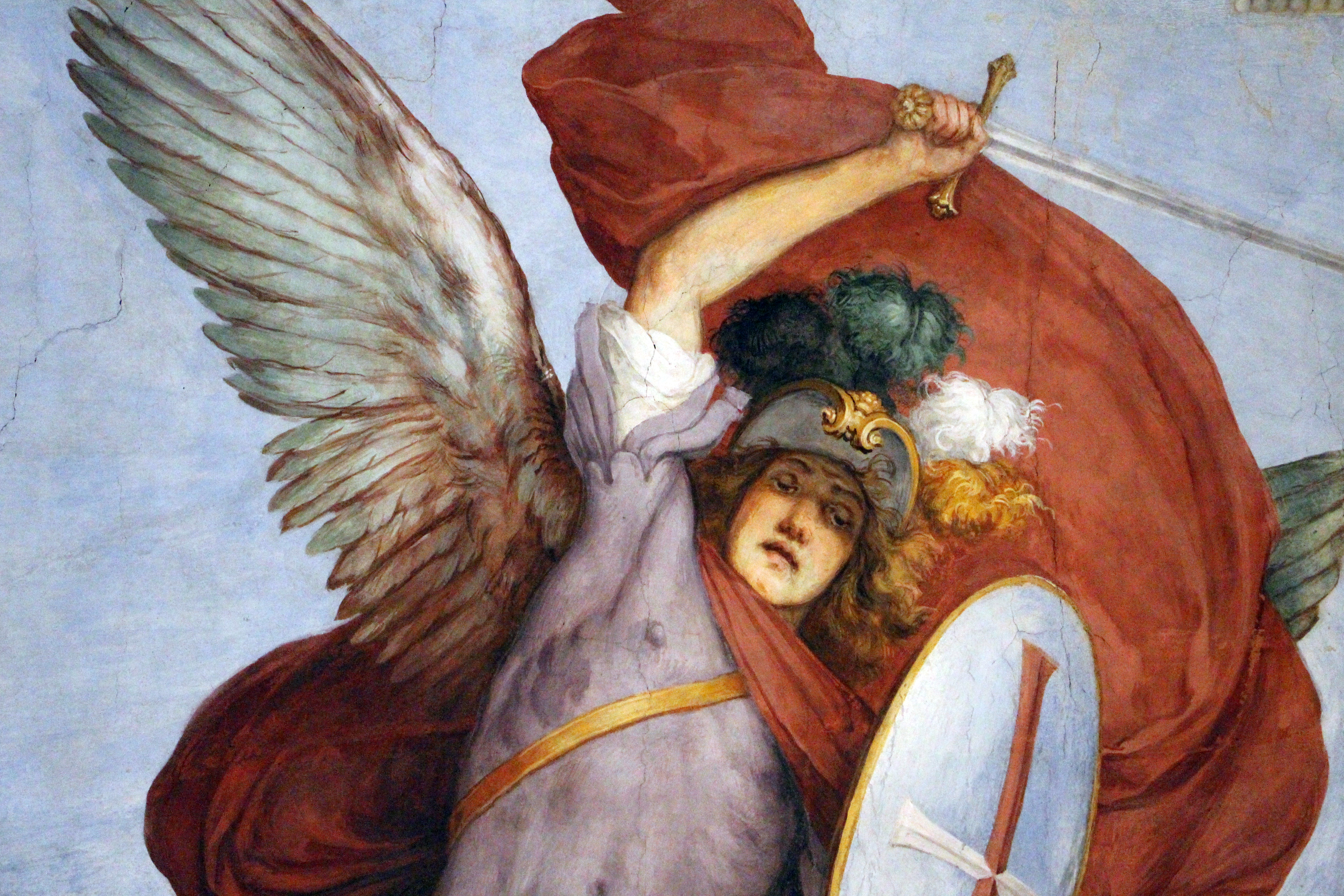
San Michele arcangelo sconfigge il demonio (dettaglio), San Michele a Castello, Firenze

Approfittando delle pause invernali, l'artista aveva anche realizzato nel frattempo importanti lavori a Firenze, come un affresco con San Michele Arcangelo caccia Lucifero e altri diavoli nella compagnia dei battuti della chiesa di San Michele a Castello (1637), la Vigilanza e Sonno nella villa medicea di Castello (1641-42, entrambi commissionati dallo stesso Don Lorenzo), uno nell'oratorio dei Vanchetoni (1639-40) e gli affreschi della cappella Orlandini-Concini in Santa Maria Maggiore (1642), che Mina Gregori indicò come prima opera pubblica inequivocabilmente "barocca" a Firenze. A questo ciclo si aggiunse poi quello della Gloria di santa Cecilia nella cappella Grazzi della basilica della Santissima Annunziata (1643-44), primo suo lavoro nel complesso servita. In queste prove l'artista dimostrò già una piena maturità e uno stile destinato a diventare il suo marchio di fabbrica più apprezzato, con un allargamento della lezione toscana verso forme più libere e barocche.

### Artista dell'aristocrazia fiorentina

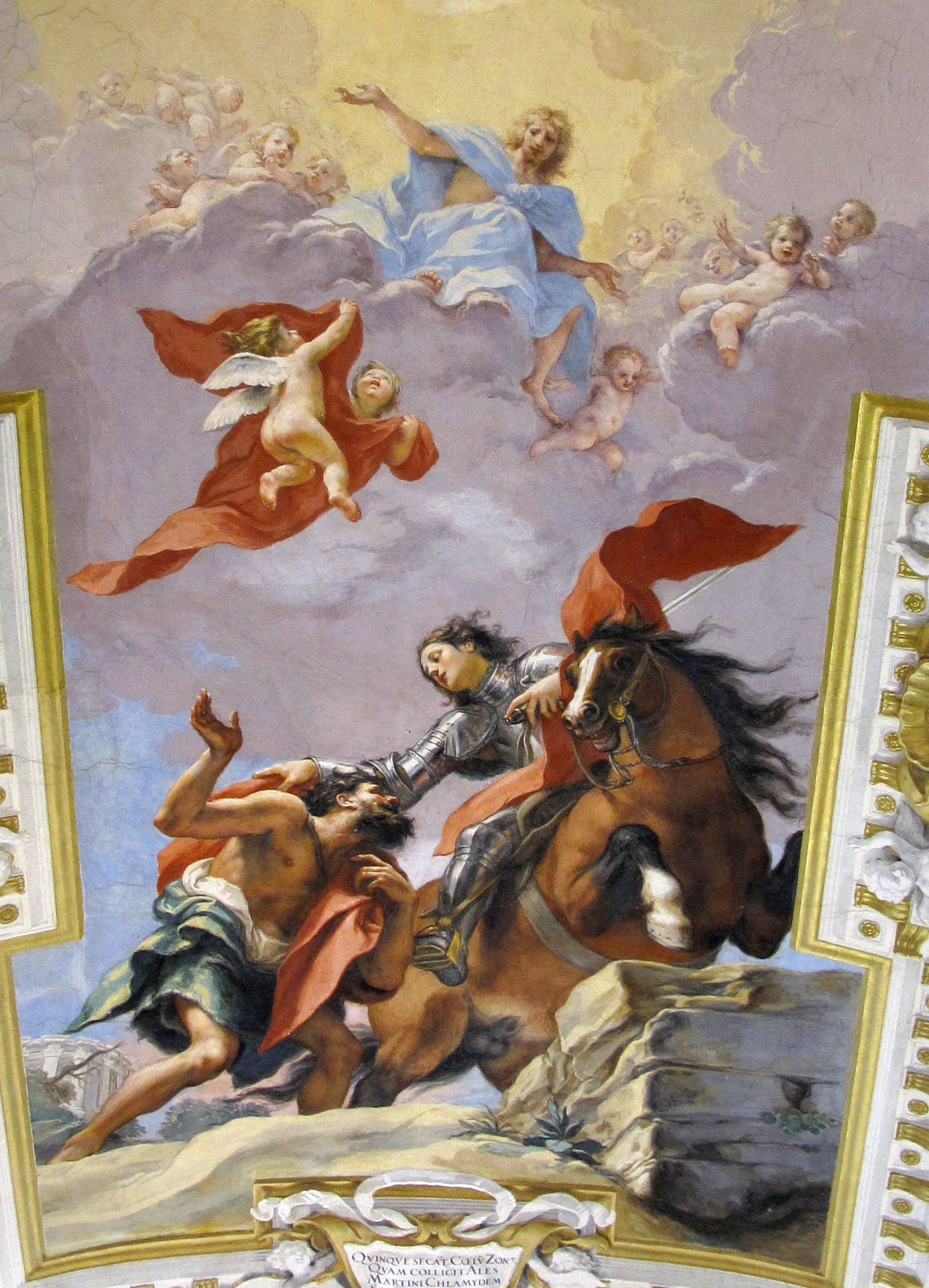
San Martino nel palazzo di San Clemente a Firenze

Diventato tra gli artisti più apprezzati del momento, dipinse nel corso degli anni cinquanta numerose opere religiose, tele da cavalletto e alcuni affreschi nei palazzi della nobiltà fiorentina, come a palazzo della Gherardesca (per Guido della Gherardesca), al palazzo di Valfonda (per Cosimo Riccardi), a palazzo Niccolini (per Filippo Niccolini), al palazzo di San Clemente (per Tommaso Guadagni e i suoi figli), a palazzo Taddei (per Vincenzo Giraldi), alla villa medicea di Castello (per il cardinale Giovan Carlo de' Medici, opere staccate e oggi nel Museo Bardini di Firenze). Per il cardinale dipinse anche un famoso ritratto, di cui restano anche alcune repliche, e alcune celebrate opere quali lo Staffiere liutista col moro Giovannino (1662 circa) e la Burla del Pievano Arlotto ai commensali (1643-44), che faceva parte di una serie perduta.
Importante successo fu anche il ciclo nella Cappella Colloredo nell'Annunziata, dove decorò la volta e i pennacchi (1650-52), ottenendo un compenso quasi raddoppiato durante la stima finale (da 240 a 400 ducati).
Nel 1651 il marchese Niccolini, in previsione della decorazione della sua cappella in Santa Croce, gli finanziò una nuova serie di viaggi di formazione: nell'agosto 1651 in Emilia (Bologna, Modena, Sassuolo e Parma) e nel febbraio-aprile 1653 a Roma, dove affrescò anche una stanza del palazzo del Bufalo alle Fratte. Se negli affreschi a palazzo Niccolini si nota una certa ascendenza emiliana, è solo dopo il viaggio romano che l'artista mette mano, con una rinnovata fastosità (derivata dal Lanfranco, da Pietro da Cortona e da Gian Lorenzo Bernini), alla volta della cappella Niccolini, compiuta nel 1658-59, coi peducci terminati nel 1661. L'artista, che incassò ben 1400 scudi per l'impresa.
Nel 1652 nel frattempo si era immatricolato all'Accademia delle arti del disegno e ne divenne accademico effettivo nel 1654. Visse nella casa in via Capponi, che fu di Andrea del Sarto e di Federico Zuccari.
Per i vecchi patroni Inghirami dipinse inoltre, in quegli anni, una pala con la Madonna e santi (1659) per la badessa Marzia Inghirami di Santa Chiara, oggi nella Pinacoteca civica.

### L'occasione francese
Nel 1664 l'abate Luigi Strozzi, emissario fiorentino del potente ministro Jean-Baptiste Colbert, gli commissionò un'importante opera destinata ad essere donata al re di Francia: la Gloria di Luigi XIV che trionfa sul Tempo (oggi alla Reggia di Versailles), che gli avrebbe potuto aprire le porte di una carriera internazionale alla della corte del re Sole, attentissimo alle novità provenienti dall'Italia.
Ispirata agli schemi de recenti affreschi di Pietro da Cortona a palazzo Pitti (specialmente quelli della volta della Sala di Saturno, 1663-1665), l'opera non riscosse il successo sperato. Presto se ne scordò l'artefice, tant'è vero che fu a lungo attribuita a Ciro Ferri.

### Pittore affermato a Firenze
Attivo fino a pochi anni prima della morte, il Volterrano fu sempre molto richiesto a Firenze e in Toscana, toccando vari generi, dalla pittura allegorica e mitologica alle opere devozionali, dal ritratto ala decorazione parietale. Gli anni sessanta, settanta e ottanta sono ricchi di commissioni, sebbene l'iniziale libertà e spregiudicatezza giovanile si stempera ormai in forme più consolidate, talvolta appesantite dalla retorica barocca. Spicca comunque la preferenza compositiva per le linee ascensionali e per la visione "da sott'in su", che gli ha fatto talvolta guadagnare l'appellativo di "Correggio toscano".
Tra i suoi committenti si ritrovano i nomi della nobiltà volterrana e fiorentina, quali gli Incontri (San Ludovico di Tolosa risana gli scrofolosi nella chiesa di Sant'Egidio), i marchesi Gerini (Andata al Calvario e Riposo durante la fuga in Egitto), i cardinali Carlo (Sacra Famiglia, perduta) e Leopoldo de' Medici (Assunzione nella Santissima Annunziata, 1671, e Pala di San Filippo Benizi), il principe Mattias (una perduta Vittoria e Fama nella villa medicea di Lappeggi), fino al granduca Cosimo III (Madonna in gloria nella chiesa di Santa Lucia alla Castellina, 1682). Fuori Firenze, inviò opera a Pescia (San Carlo Borromeo che comunica gli appestati) e a Pisa (pala dell'altare maggiore della chiesa della certosa di Pisa, 1681).
A inizio degli anni ottanta prese avvio il suo ultimo e più impegnativo lavoro per la basilica della Santissima Annunziata, la decorazione ad affresco della grande volta della tribuna con la Gloria della Vergine. Commissionata da Cosimo III già nel 1676, fu realizzata con l'aiuto dell'allievo Cosimo Ulivelli tra il settembre 1680 e l'agosto 1683.
Come ritrattista effigiò, tra le personalità più importanti, il giovane Cosimo III, ancora principe, papa Alessandro VII e l'amico Filippo Baldinucci.
Fu inoltre consulente dello scrittore Giovanni Cinelli, restauratore per il gran principe Ferdinando, perito per l'arciduca Ferdinando Carlo d'Austria, con cui visitò l'Italia settentrionale tra il 1662 e il 1663.
Negli anni più tardi, nonostante l'anzianità e un'apoplessia, riuscì comunque a compiere opere estreme, come l'affresco nella villa Medicea del Poggio Imperiale (Ascensione di santa Maria Maddalena, oggi staccato e nei depositi di palazzo Pitti) e quelli nella Sala delle Allegorie, entrambi per Vittoria Della Rovere.
Morì il 7 gennaio del 1690 (stile comune, 1689 secondo l'uso fiorentino) e fu sepolto nella sede della compagnia di San Benedetto Bianco, presso la Santa Maria Novella.

## Opere

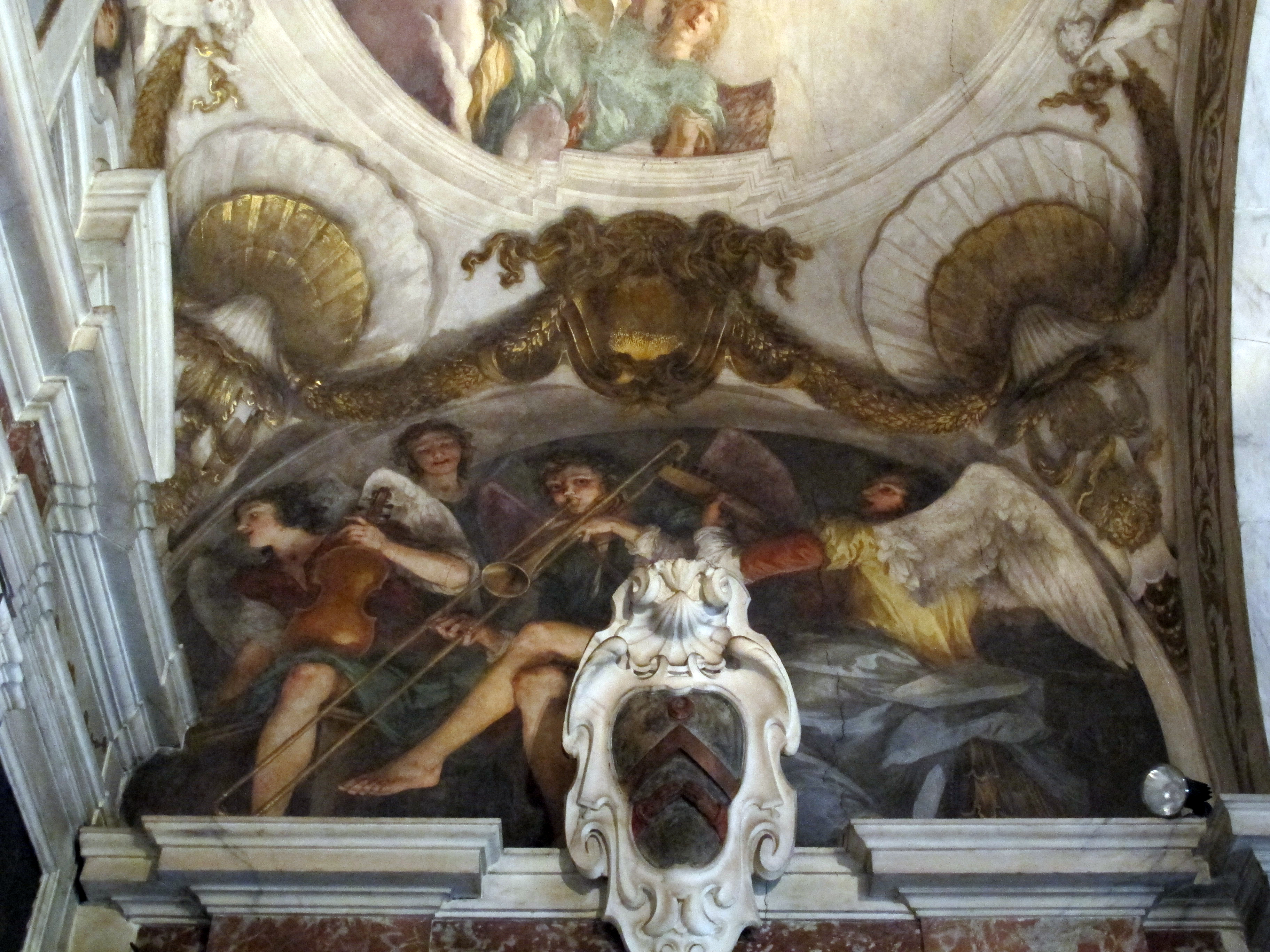
Angeli musicanti, nella cappella Grazzi alla Santissima Annunziata, Firenze

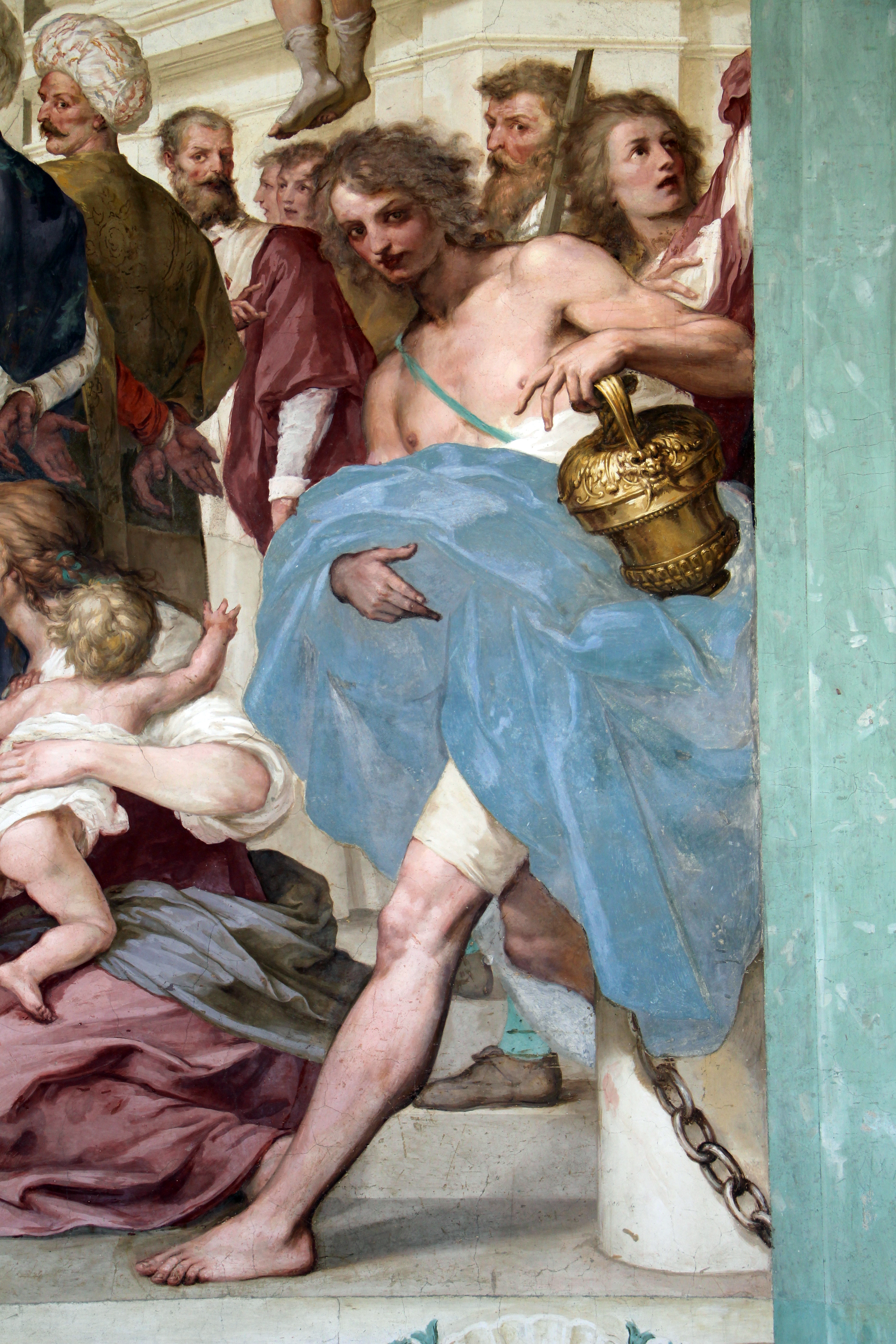
Cosimo II, dettaglio dei Fasti medicei

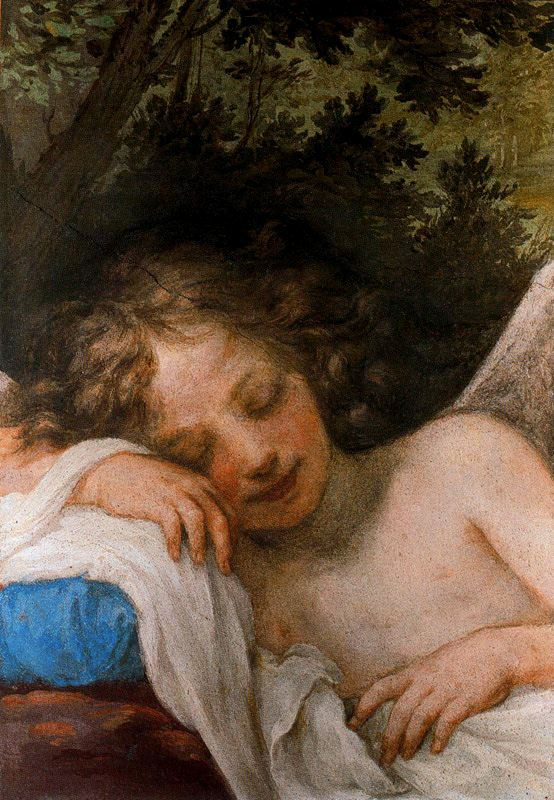
Amor dormiente, palazzo Pitti, Firenze

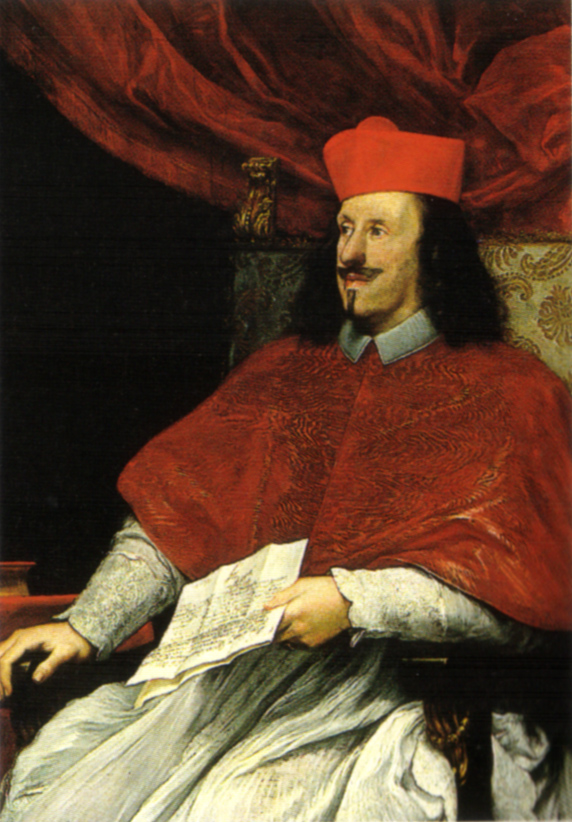
Ritratto del Cardinale Giovan Carlo de' Medici, Galleria Palatina

- Vergine Assunta, 1631, olio su tela, 97x76 cm, Volterra, Museo diocesano, già oratorio di Sant'Antonio Abate alla Ripa
- Elia e l'angelo, 1631, affresco staccato, 260x120 cm, Volterra, chiesa di San Giusto
- Madonna col Bambino, 1631 circa, olio su tela, 73x62 cm, Volterra, Pinacoteca e museo civico di Volterra (dall'Istituto Santa Chiara)
- Purificazione della Vergine, 1632, olio su tela, 230x170 cm, Volterra, chiesa di Sant'Agostino
- Vera effigie di sant'Antonio da Padova (con Cosimo Daddi), 1632-33, olio su tela, 230x131 cm, Volterra, Museo diocesano, già chiesa di San Francesco
- Visione di san Felice da Cantalice, 1635, olio su tela, 186,5x127 cm, Volterra, Pinacoteca e museo civico di Volterra (dalla chiesa di Santa Chiara)
- San Felice da Nola che soccorre san Massimo (con Giovanni da San Giovanni), 1635, affresco, Firenze, chiesa di San Felice in Piazza
- Morione con pennacchi (su disegno di Giovanni da San Giovanni), 1635, affresco, Firenze, Museo degli argenti, Sala di Giovanni da San Giovanni
- Sacrificio di Isacco, 1636, affresco su stuoia, 63,5x63,5, Firenze, collezione privata
- Gesù ritrovato nel Tempio, 1636-37, affresco su embrice, già a Londra, collezione Harris
- Fasti medicei, 1636-46, affreschi, Firenze, villa La Petraia
  - Incontro fra papa Leone X e Francesco I di Francia
  - Ingresso trionfale di Cosimo I a Siena
  - Caterina de' Medici con i figli
  - Predominio della Toscana sul mare
  - Giuliano Duca di Nemours e Lorenzo Duca d'Urbino sul Campidoglio
  - Alessandro primo duca di Firenze
  - Cosimo II riceve i vincitori dell'impresa di Bona
  - Maria de' Medici regina di Francia con i figli
  - Cosimo I associa al governo il figlio Francesco
  - Clemente VII incorona a Bologna Carlo V
- San Michele Arcangelo caccia Lucifero e altri diavoli, 1637 circa, affresco, Firenze, chiesa di San Michele a Castello, Compagnia dei Battuti
- Cristo nell'orto degli ulivi, 1638 circa, olio su tela, 120x80 cm, Volterra, Pinacoteca e museo civico di Volterra
- Ganimede, 1639-40 circa, olio su tela, 64x48 cm, Pisa, Museo nazionale di palazzo Reale
- Santi Giovanni Battista, Giovanni Evangelista, Filippo Neri e angeli, 1639-40, affresco, Firenze, oratorio dei Vanchetoni
- Zefiro con flauto e tromba, 1640-41 circa, olio su tela, 64x48 cm, Firenze, Uffizi (depositi)
- Santa Caterina da Siena in adorazione del crocifisso, 1641-42 circa, olio su tavola, 28,5x18,5 cm, Firenze, Galleria Palatina
- Elia sul carro di fuoco, angeli, Antica e Nuova Legge, Umiltà e Verginità, 1642, affreschi, Firenze, chiesa di Santa Maria Maggiore, Cappella Orlandini-Concini
- Amor venale, 1642 circa, affresco su ardesia, 64x45,5 cm, Firenze, Galleria Palatina
- Vigilanza e Sonno, 1641-42 circa, affresco, Firenze, villa medicea di Castello, Sala degli Staffieri
- Gloria di santa Cecilia e angeli musicanti, 1643-44, affreschi, Firenze, basilica della Santissima Annunziata, cappella Grazzi
- Bacco con violino, 1644 circa, olio su tela, 55x69 cm, Montecarlo, collezione Maison d'Art
- Putti con armi medicee, 1644, affresco, Firenze, palazzo Tanagli
- Burla del Pievano Arlotto ai commensali, 1643-44 circa, tempera su tela, 107x150 cm, Firenze, Galleria Palatina
- Ritratto di un cavaliere, 1645 circa, affresco su embrice, 51x34 cm, Londra, National Gallery
- Ganimede con vaso e coppa d'oro, 1645-46 circa, olio su tela, 87,5x71,5 cm, Milano, collezione Luigi Koelliker
- Angeli con la Croce, 1647, affresco, Firenze, palazzo di Valfonda, cappella
- Ritratto di giovane gentiluomo, 1646-48, olio su rame, 6,5x5,3 cm, Firenze, collezione privata
- Hylas col vaso, 1649-50, affresco su stuoia, 85x70 cm, Firenze, Museo Bardini
- Venere che abbraccia Cupido, 1649-50, affresco su stuoia, 80x67 cm, Firenze, Museo Bardini
- Hylas col vaso, 1649-50 circa, olio su tela, 104x87,5 cm, Milano, collezione Carlo Orsi
- Cristo confortato dagli angeli, 1649-50, affresco staccato, Prato, Museo di pittura murale
- Amor dormiente, 1649-50 circa, affresco su stuoia, 64,5x44,7 cm, Firenze, Galleria Palatina
- Gloria di santa Lucia, Fortezza, Purezza, Fede e Carità, 1650-52, affreschi, Firenze, basilica della Santissima Annunziata, cappella Colloredo
- Onfale, 1650-51 circa, olio su tela, 86x65 cm, Roma, collezione privata
- Santa Maria Maddalena leggente, 1651-53 circa, olio su tela, 80x62 cm, Udine, Musei civici
- Diana, 1651-55 circa, olio su tela, 58x66 cm, Londra, collezione Robilant+Voena
- Cecità della mente umana illuminata dalla Verità e tre teste, 1651 circa, affreschi su embrice, 1652-53 circa, Firenze, palazzo della Gherardesca
- Virtù che scuote l'Ozio, 1651-52, affresco, Firenze, palazzo Niccolini
- Bellezza lacerata dal Tempo, 1651-52, affresco, Firenze, palazzo Niccolini
- Angelo custode, 1652-53 circa, olio su tela, 111,5x77,5 cm, Stoccarda, Staatsgalerie
- San Michele Arcangelo, 1652-53 circa, olio su tela, 108x78 cm, Nancy, Musée des Beaux-Arts
- San Martino divide il mantello con un povero, 1652, affresco, Firenze, palazzo di San Clemente
- Carro di Aurora, 1653, affresco, Roma, palazzo del Bufalo alle Fratte
- Ritratto di una sposa, 1650-55, olio su tela, 80x64 cm, collezione privata
- Ganimede con vaso d'oro e coppa di cristallo, 1654-55 circa, 96,3x76,8 cm, Londra, collezione Jean-Luc Baroni
- Fanciulla con mazzo di fiori, 1655 circa, olio su tela, 52x42,5 cm, collezione privata
- Re David in adorazione, 1654-56, affresco, Firenze, palazzo Taddei
- Ritratto del cardinale Giovan Carlo de' Medici, 1653-54, olio su tela, 146x117 cm, Firenze, Galleria Palatina
- Ritratto del cardinale Giovan Carlo de' Medici, 1653-54, olio su tela, 45x35,5 cm, Firenze, Palazzo Martelli
- Madonna col Bambino e sette santi, 1655, olio su tela, 220x370 cm, Volterra, Pinacoteca e museo civico di Volterra
- Testa di san Lorenzo, 1655 circa, olio su tela, 48,5x36,2 cm, collezione privata
- San Giovanni evangelista a Patmos, 1656 circa, olio su tela, 200x158 cm, Figline Valdarno, oratorio dell'ospedale Serristori
- San Giorgio e il drago, post 1655, olio su tela, 135,5x98,7 cm, collezione privata
- Amore dormiente, 1655-60 circa, olio su tela, 53x66,5 cm, Digione, Musée Magnin
- Incoronazione della Vergine e Sibille, 1653-1661, Firenze, basilica di Santa Croce, cappella Niccolini
- Santa martire, 1655-59 circa, olio su tela, 104,4x84 cm, ubicazione sconosciuta
- Re mago, 1655 circa, olio su tela, 85x71 cm, ubicazione sconosciuta
- Ritratto del principe Cosimo di Ferdinando II in minore età, 1656 circa, olio su tela, 201x130 cm, collezione privata
- Fanciulla con colomba, 1655-1657, olio su tela, 37x29 cm, ubicazione sconosciuta
- Fanciulla con fazzoletto, 1655-1657, olio su tela, 37x29 cm, ubicazione sconosciuta
- Orfeo ed Euridice, 1656 circa, olio su tela, 220x170 cm, Firenze, palazzo Pucci
- Sant'Agnese, 1656-59 circa, olio su tela, 26x20 cm, Reggio Emilia, collezione privata
- Hylas con il vaso, 1657 circa, olio su tela, 101x86 cm, Stoccarda, Staatsgalerie
- Perseo con la testa di Medusa, 1657-58 circa, olio su tela, 95x72,5 cm, Monaco di Baviera, Staatsgalerie Schleissheim (Castello di Schleißheim)
- Venere e Cupido, 1657-58 circa, olio su tela, 94,7x72,5 cm, Stoccarda, Staatsgalerie
- Glorificazione di Vittoria della Rovere e quattro allegorie, 1658, affreschi, Firenze, Galleria Palatina, sala delle Allegorie
- Ascensione di santa Maria Maddalena, 1659, tempera su tela, 195x195 cm, Firenze, Galleria Palatina (depositi)
- Allegoria della Fama di Giovan Carlo de' Medici, 1659, affresco, Firenze, palazzo Pitti, mezzanino della Muletta
- San Francesco in estasi, 1660-62 circa, olio su tela, Firenze, collezione privata
- Ritratto di giovane in veste di David, 1660-62 circa, olio su tela, 58x48 cm, collezione privata
- Sposalizio mistico di santa Caterina d'Alessandria, 1661, olio su tela, 204x186 cm, Vicenza, collezione della Banca Popolare di Vicenza
- Sposalizio mistico di santa Caterina d'Alessandria, 1662-65, olio su tela, 110,5x140 cm, collezione privata
- Sposalizio mistico di santa Caterina d'Alessandria, 1662-65, olio su tela, 59x74 cm, New York, già in collezione John L. Fiorilla
- Sposalizio mistico di santa Caterina d'Alessandria, 1662-65, olio su tela, 115x145 cm, Monza, collezione Brusa
- Ritratto di Paolino cieco, 1662, perduto (nota da incisioni di Lorenzo Lorenzi e Pier Antonio Pazzi, 1786)
- Sacra Famiglia con sant'Elisabetta e san Giovannino, 1662-65 (perduto, noto da un'incisione di Ranieri Allegranti e Cosimo Colombini, 1786)
- Ritratto di suonatore di liuto con cantore moro, 1662, olio su tela, 95x144 cm, collezione privata
- Ritratto di giovane, 1662-65, olio su tela, 60x68 cm, Firenze, Museo Stibbert
- Sant'Agnese, post 1662, olio su tela, 69,5x56 cm, collezione privata
- Santa Caterina d'Alessandria, 1662 circa, olio su tela, 60x47 cm, Firenze, collezione privata
- Testa di donna, 1661-62, olio su tela, 35,2x23,5 cm, ubicazione ignota
- Ritratto del cardinale Giovan Carlo de' Medici, 1663, olio su tela, 143x117 cm, Firenze, Uffizi (depositi)
- Riposo durante la fuga in Egitto (bozzetto), 1662-64, olio su tela, 50x38 cm, Firenze, palazzo Corsini al Parione
- Riposo durante la fuga in Egitto, 1662-64, olio su tela, 220x173 cm, Firenze, palazzo Gerini
- Allegoria della gloria di Luigi XIV, 1664, Versailles, reggia
- Allegoria della Vittoria e della Pace, 1664-65 circa, olio su tela, 194x183 cm, Firenze, collezione privata
- Autoritratto, 1663-65, olio su tela, 73x58,5 cm, Firenze, Corridoio vasariano
- San Luigi di Francia risana gli scrofolosi (bozzetto), 1664-65, olio su tela, 74x55 cm, Firenze, Uffizi
- San Luigi di Francia risana gli scrofolosi, 1664-65, olio su tela, 390x260cm, Firenze, chiesa di Sant'Egidio
- Fuga in Egitto, 1665, olio su tela, 105x76 cm, Firenze, collezione privata
- Didone accarezza Cupido trasformato in Ascanio, 1665-70, olio su tela, 99x77 cm, collezione privata
- Ritratto di vecchio con mantello e collo di pelliccia, 1665-70, olio su rame, 15x12,3 cm, Firenze, Uffizi
- Andata al Calvario, 1666, olio su tela, 220x173 cm, Firenze, palazzo Gerini
- Andata al Calvario, 1666, olio su tela, 50x40 cm, Firenze, palazzo Corsini al Parione
- San Francesco Saverio risuscita una fanciulla, olio su tela, 176x75 cm, Siena, chiesa di San Vigilio
- San Francesco Saverio battezza i pagani, olio su tela, 176x75 cm, Siena, chiesa di San Vigilio
- Pala delle Sacre Spine, 1669, olio su tela, 250x160 cm, Volterra, chiesa di Sant'Agostino
- Assunzione della Vergine, post 1669, olio su tela, 422x214 cm, Vallombrosa, chiesa abbaziale
- Assunzione della Vergine, 1669-70, olio su tela, Firenze, basilica della Santissima Annunziata
- Assunzione della Vergine, 1669, olio su tela, 103x76 cm, Roma, collezione privata
- Assunzione della Vergine, 1669, olio su tela, 117x72 cm, Firenze, collezione Giovanni Pratesi
- Intercessione di san Filippo Benizi, 1671, olio su tela, 218x152 cm, Firenze, basilica della Santissima Annunziata, cappella Tedaldi
- San Giovanni Evangelista, 1671, olio su tela, 218x152 cm, Firenze, basilica della Santissima Annunziata, cappella Tedaldi
- Tempo che tappa le ali della Fama, 1672-73 circa, olio su tela, 65x53,5 cm, Milano, collezione Koelliker
- Tempo che tappa le ali della Fama, 1672-73, affresco, Firenze, palazzo Lanfredini
- Bacco con putti, 1673-75, olio su tela, 144x231 cm, ubicazione sconosciuta
- Socrate con un discepolo, 1670-80, olio su tela, ubicazione sconosciuta
- Santa Vittoria, 1674-75, olio su tela, 96,8x80 cm, Firenze, Museo del cenacolo di San Salvi (depositi)
- San Simone col Bambino in braccio, 1675 circa, olio su tela, 101x90 cm, Roma, Musei capitolini
- Sibilla Cumana, 1675 circa, olio su tela, 70x60 cm, collezione privata
- Sibilla Tiburtina, 1675 circa, olio su tela, 70x60 cm, collezione privata
- Allegoria dell'America, 1675 circa, olio su tela, 116x94 cm, Firenze, Uffizi
- Allegoria dell'Asia, 1675 circa, olio su tela, 126x95 cm, ubicazione sconosciuta
- San Giuseppe, 1675-80, olio su tela, 67,5x57,5 cm, ubicazione sconosciuta
- Assunta con santa Caterina da Siena e la beata Margherita da Cortona, 1677, olio su tela, 300x200 cm, Firenze, chiesa di Santa Felicita
- Assunta con santa Caterina da Siena e la beata Margherita da Cortona, post 1665, olio su tela, 54x40 cm, Firenze, Uffizi
- San Carlo Borromeo comunica gli appestati, 1677, olio su tela, 240x160 cm, Pescia, chiesa della Santissima Annunziata
- Ritratto di Cosimo III sulla darsena di Livorno, 1677, olio su tela, 196x122, Varsavia, Castello reale
- Ritratto di un familiare di Filippo Baldinucci, 1675-1680 circa, olio su tela, 49,5x37,5 cm, collezione privata
- Sposalizio mistico di santa Caterina d'Alessandria, 1675-80 circa, olio su tela, 27,5x33 cm, collezione privata
- San Giovanni Evangelista, 1675-80 circa, olio su tela, 58,4x50,2 cm, collezione privata
- Testa femminile, 1677 circa, olio su tela, 29x20,5 cm, Firenze, Museo del cenacolo di San Salvi (depositi)
- Incoronazione della Madonna al cospetto della Trinità, 1680-83, affresco, Firenze, basilica della Santissima Annunziata, tribuna
- Ritratto di Antonio Baldinucci, 1681, pastello su carta, 43x38 cm, Firenze, Galleria Palatina
- Madonna col Bambino tra i santi Giovanni Battista, Giovanni Evangelista, Bruno e Gorgonio, 1681, olio su tela, 65x44 cm, Firenze, Uffizi
- Madonna col Bambino tra i santi Giovanni Battista, Giovanni Evangelista, Bruno e Gorgonio, 1680-83, olio su tela, 280x170 cm, Calci, Certosa di Pisa
- San Luca ritrae la Madonna col Bambino, 1683-86, olio su tela, 295x406 cm, Firenze, basilica di Santa Croce, biblioteca
- Madonna e i santi Giovanni Evangelista e Pietro d'Alcantara, 1684 circa, Montelupo Fiorentino, chiesa dei Santi Quirico, Lucia e Pietro d'Alcantara
- Ritratto di un Chiaus d'Albania, 1684 circa, olio su tela, 130x100 cm, ubicazione sconosciuta
- Madonna col bambino tra i santi Lucia e Angelo carmelitano, 1684-85, olio su tela, 550x350 cm, Sesto Fiorentino, chiesa di Santa Lucia alla Castellina
- Cristo piagato, 1680-85, olio su tela, 86x71 cm, Firenze, collezione privata
- Testa di Cristo piagato, 1680-85, olio su tela, 48,5x41 cm, ubicazione sconosciuta
- Panneggio dell'Allegoria dell'Inclinazione (di Artemisia Gentileschi), 1684, olio su tela, 152x61 cm, Firenze, Casa Buonarroti, galleria
- Cristo piagato, 1685 circa, olio su tela, 66x50,5 cm, Firenze, Uffizi (depositi)
- Ecce Homo, 1685, olio su tela, 116x86 cm, Firenze, Galleria Palatina
- Martirio di santa Lucia, 1686 circa, olio su tela, 340x224 cm, Firenze, chiesa di San Paolino
- Madonna che porge il Bambino a san Francesco d'Assisi, 1687-88, olio su tela, 135x195 cm, Firenze, collezione privata
- Sante Lucia, Agata e Apollonia, 1689, olio su tela, 220x148 cm, Scandicci, pieve di San Giuliano a Settimo

Attivissimo disegnatore, tra i massimi della sua epoca, ha lasciato un corpus grafico molto consistente (si parla di almeno 400 fogli), sparso nelle maggiori istituzioni pubbliche e collezioni private.